# Crisóstomo Teixeira
António José Borrani Crisóstomo Teixeira ComM (18 de julho de 1942) é um político português que desempenhou o cargo de Presidente da CP - Comboios de Portugal, EP entre 1997 e 2003.

## Biografia
Lutou activamente contra a ditadura, tendo sido detido pela PIDE. Foi preso em 1964 - na altura era quadro do Partido Comunista Português (PCP) - juntamente com Nuno Álvares Pereira, funcionário do PCP que controlava todo o sector estudantil. Mas, enquanto Nuno Álvares Pereira colaborou com a Polícia Política (PIDE), delatando tudo o que sabia (razão pela qual foi libertado sem sequer a ir a julgamento), Crisóstomo Teixeira não quis prestar declarações, sendo por isso submetido por mais de uma vez à tortura do sono e a espancamentos. Só quando a PIDE lhe começou a mostrar até que ponto toda a estrutura do sector estudantil do PCP Crisóstomo Teixeira "quebrou".
Foi nomeado pelo Governo de António Guterres em 1997, tendo sido reconduzido para um segundo mandato de três anos em 2000. Foi durante o seu mandato que foram compradas pela CP as novas e muito populares automotoras eléctricas da série 3400, ao serviço da CP Porto. Em 2003, cerca de um ano depois após a derrota do Partido Socialista nas eleições legislativas, a nova maioria, liderada pelo Partido Social Democrata optou por não o reconduzir nas suas funções.
A 27 de Janeiro de 2006 foi feito Comendador da Ordem do Mérito.
Durante o período em que esteve detido foi companheiro de cela do ex-Ministro das Obras Públicas, Transportes e Comunicações, Mário Lino, tendo sido, até Maio de 2007, seu assessor para os assuntos ferroviários. Deixou essa função após ser nomeado Presidente do IMTT - Instituto de Mobilidade e Transportes Terrestres, cargo que desempenhou até 2011.